# Саладуха Ольга Валеріївна
О́льга Вале́ріївна Саладýха (нар. 4 червня 1983, Донецьк) — українська легкоатлетка, що спеціалізується в потрійному стрибку та стрибках у довжину, чемпіонка світу, бронзова призерка Олімпійських ігор, триразова чемпіонка Європи, заслужений майстер спорту України. Народна депутатка України 9-го скликання від партії «Слуга народу».

## Біографія
Народилась 4 червня 1983 року в місті Донецьку. Особистий тренер — Анатолій Григорович Бойко. Закінчила Донецький державний інститут здоров'я, фізичного виховання і спорту.
Кандидат у народні депутати від партії «Слуга народу» на парламентських виборах 2019 року, № 57 у списку. Спортсмен-інструктор Державної прикордонної служби України. Безпартійна.
Член Комітету Верховної Ради з питань молоді і спорту, голова підкомітету з питань спорту вищих досягнень та спортивної діяльності.
30 липня 2021 року, після виступу на Олімпійських іграх у Токіо, Ольга Саладуха оголосила про завершення спортивної кар'єри.
З 2022 року, Голова ГО «Благодійні ініціативи Ольги Саладухи».

### Правопорушення
19 травня 2023 року за дорученням керівника САП прокурор за участі детективів НАБУ повідомив про підозру народному депутату у внесенні завідомо недостовірних відомостей до щорічної декларації за 2020 рік, тобто у вчиненні злочину, передбаченого ч. 1 ст. 366-2 КК України. У декларації вказано земельну ділянку, куплену 16 листопада 2020 року, за поданими відомостями нібито на день покупки та станом на кінець року на ділянці не було нерухомості, що було підтверджено договорами купівлі/продажу, що земля вільна від забудов. Проте, за даними аерообліту 15 червня 2019 року ТОВ «ЛУН» з записом відео будинок був зафіксований. Тобто, в червні 2019 року нерухомість була, попри заперечення нардепки. Проте, вже 11 липня 2023 року САП попросила закрити справу «через закінчення строків давності».

### Сім'я
Одружена (чоловік — Денис Костюк — багаторазовий призер України з велоспорту, учасник Олімпійських ігор), виховує доньку Діану.

## Основні досягнення
| Рік  | Чемпіонат                        | Місце проведення         | Місце    | Результат        |
| ---- | -------------------------------- | ------------------------ | -------- | ---------------- |
| 1999 | Юнацький Чемпіонат світу         | Бидгощ, Польща           | 9        | 12.76 м          |
| 2001 | Юнацький Чемпіонат Європи        | Гроссето, Італія         | 9        | 13.07 м          |
| 2002 | Молодіжний Чемпіонат світу       | Кінгстон, Ямайка         | 5        | 13.17 м          |
| 2005 | Чемпіонат Європи U23             | Ерфурт, Німеччина        | 4        | 13.93 м          |
| 2005 | Універсіада                      | Ізмір, Туреччина         | 2        | 13.96 м          |
| 2006 | Чемпіонат Європи                 | Гетеборг, Швеція         | 4        | 14.38 м          |
| 2006 | Всесвітній легкоатлетичний фінал | Штутгарт, Німеччина      | 6        | 14.04            |
| 2006 | Кубок світу                      | Афіни, Греція            | 6        | 14.16 м          |
| 2007 | Універсіада                      | Бангкок, Таїланд         | 1        | 14.79 м (PB)     |
| 2007 | Чемпіонат світу                  | Осака, Японія            | 7        | 14.60 м          |
| 2008 | Чемпіонат світу у приміщенні     | Валенсія, Іспанія        | 6        | 14.32 m          |
| 2008 | Олімпійські ігри                 | Пекін, Китай             | 9        | 14.70 м          |
| 2010 | Чемпіонат Європи                 | Барселона, Іспанія       | 1        | 14.81 (EL)       |
| 2011 | Чемпіонат світу                  | Тегу, Південна Корея     | 1        | 14.94 м          |
| 2012 | Чемпіонат Європи                 | Гельсінкі, Фінляндія     | 1        | 14.99 (WL, PB)   |
| 2012 | Олімпійські ігри                 | Лондон, Велика Британія  | 3        | 14.79 м          |
| 2013 | Чемпіонат Європи в приміщенні    | Ґетеборг, Швеція         | 1        | 14.88 м (WL, NR) |
| 2013 | Чемпіонат світу                  | Москва, Росія            | 3        | 14.65 м          |
| 2014 | Чемпіонат світу в приміщенні     | Сопот (Польща), Польща   | 2        | 14.45 м          |
| 2014 | Чемпіонат Європи                 | Цюрих, Швейцарія         | 1        | 14.73 м          |
| 2014 | Континентальний кубок ІААФ       | Марракеш, Марокко        | 3        | 14.26 м          |
| 2015 | Чемпіонат світу                  | Пекін, Китай             | 6        | 14.41 м          |
| 2016 | Чемпіонат Європи                 | Амстердам, Нідерланди    | 6        | 14.23 м          |
| 2016 | Олімпійські ігри                 | Ріо-де-Жанейро, Бразилія | 18 (кв.) | 13.97 м          |
| 2018 | Чемпіонат Європи                 | Берлін, Німеччина        | 13 (кв.) | 14.04 м          |
| 2019 | Чемпіонат Європи у приміщенні    | Глазго, Велика Британія  | 3        | 14.47 м          |
| 2019 | Чемпіонат світу                  | Доха, Катар              | 5        | 14.52 м          |
| 2021 | Олімпійські ігри                 | Токіо, Японія            | 20 (кв.) | 13.91 м          |

## Спортивна кар'єра
Представниця Школи вищої спортивної майстерності, Спортивного клубу «С. Бубки», спортивного товариства Динамо, Колос. Спортивну кар'єру почала в спеціалізованій дитячо-юнацькій школі олімпійського резерву № 1 з легкої атлетики м. Донецька у 1994 році. Перший тренер — Заслужений тренер України Бойко Зоя Олексіївна. З 13 років тренується під керівництвом Заслуженого тренера України Анатолія Григоровича Бойко
Особистий рекорд у стрибку — 6.37 м, у потрійному стрибку — 14.99 м.

### 2010
Саладуха виборола золоту медаль у потрійному стрибку на чемпіонаті Європи 2010 року у Барселоні з результатом 14,81 м. Вона також перемогла в цій дисципліні на чемпіонаті світу 2011 в Тегу з результатом 14,94 м. Її особистий рекорд — 14,98, встановлений 4 червня 2011 в місті Юджин, Орегон, США. Особистий рекорд спортсменки у стрибках у довжину — 6,37 см.

### 2012
Сезон Ольга розпочала 10 лютого на змаганнях у Дюссельдорфі, де посіла друге місце (14,17 м). Після цього вона перемогла на змаганнях в Обонні (14,45 м) та Стокгольмі (14,79 м).
27 травня Саладуха перемогла на змаганнях в Рабаті (14,75 м). 31 травня в Римі відбувся перший етап Діамантової ліги, де Ольга також показала результат 14,75 м та здобула перемогу.
Чемпіонат Європи, який відбувся в Гельсінкі, пройшов для українки дуже вдало. 27 червня вона у першій спробі стрибнула 14,77 м та з першого місця пройшла у фінал. 29 червня відбувся фінал, де Саладуха у першій спробі встановила новий особистий рекорд та найкращий результат сезону у світі — 14,99 м. Цього результату було достатньо для впевненої перемоги. Патрісія Мамона, яка посіла друге місце, суттєво відстала від українки, показавши 14,52 м у найкращій спробі.
14 липня виступила на змаганнях у Лондоні, де посіла друге місце (14,48 м).
За тиждень до Олімпійських ігор, які мали відбутися у Лондоні, Ольга отримала травму, що ставило під питання її участь у цих змаганнях. На них вона була змушена виступати з перетейпованим коліном. 3 серпня відбулася кваліфікація, у якій Саладуха у другій спробі показала 14,35 м та з п'ятого місця пройшла у фінал, який відбувся 5 серпня. Фінал для українки відбувався доволі драматично. Перед останньою спробою вона перебувала на четвертому місці з результатом 14,53 м, але у заключній спробі зуміла зібрати сили та стрибнути 14,79 м. Цей стрибок дозволив їй обійти співвітчизницю Анну Князеву та колумбійку Катерін Ібаргуен. Але Ібаргуен у своїй останній спробі зуміла обійти Саладуху на один сантиметр, перемістивши її на остаточне третє місце.
До кінця сезону Ольга змагалася на етапах Діамантової ліги. 23 серпня вона стала другою на етапі в Лозанні (14,42 м), 26 серпня перемогла у Бірмінгемі (14,40 м), а 7 вересня посіла друге місце у Брюсселі (14,40 м). У загальному заліку вона поступилася лише олімпійській чемпіонці Ользі Рипаковій.
За підсумками року її було визнано найкращою українською легкоатлеткою року.

### 2013

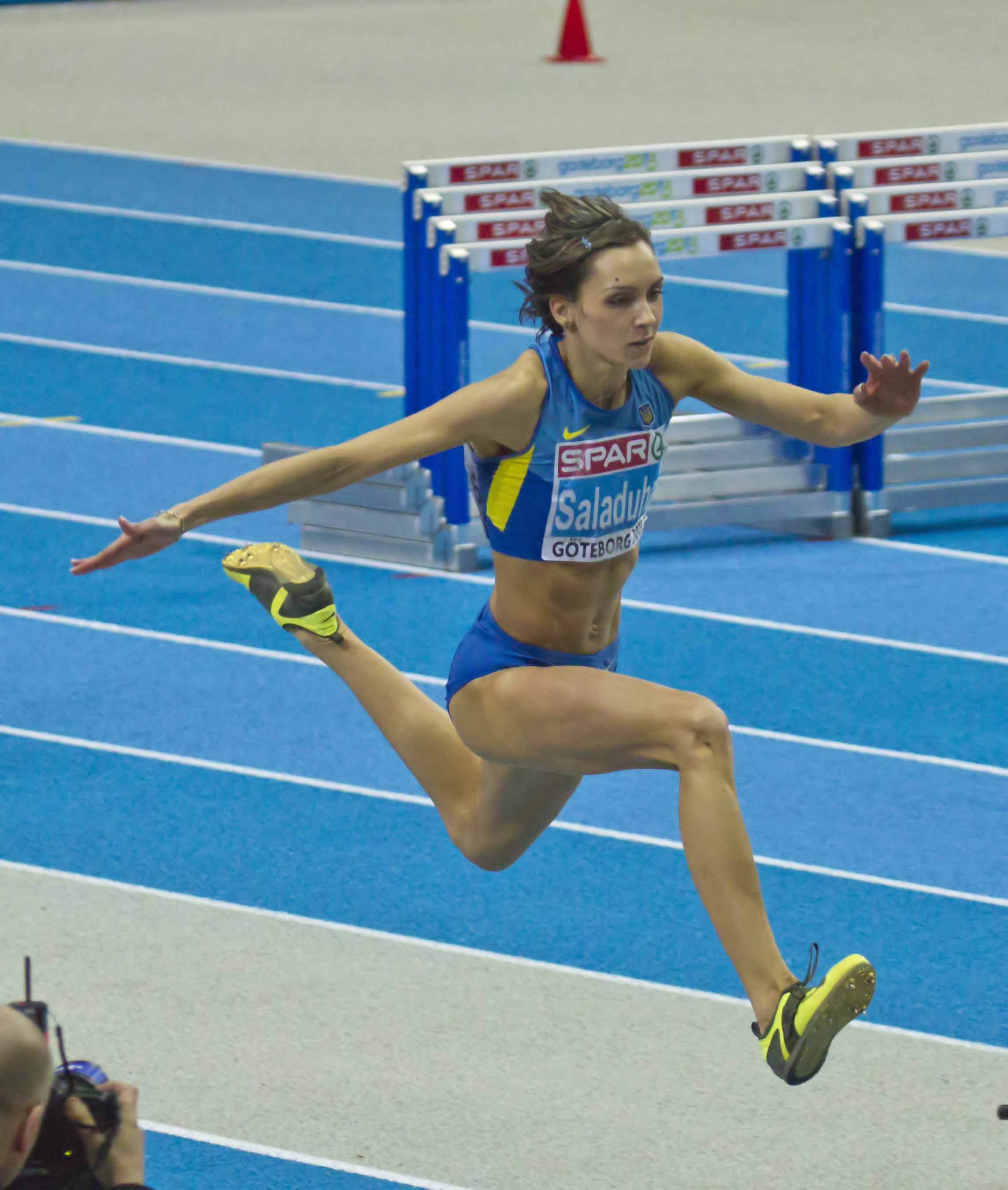
Саладуха на чемпіонаті Європи в приміщенні

Змагальний сезон Саладуха розпочала у лютому із перемог у Дюссельдорфі (14,52 м) та Бірмінгемі (14,61 м).
1 березня відбулася кваліфікація на чемпіонаті Європи в приміщенні, де Ольга у першій спробі показала 14,47 м та подолала кваліфікацію з першого місця. У фіналі, який відбувся 3 березня, в українки проблем не виникло. У першій спробі Ольга показала найкращий результат сезону в світі та новий рекорд України в приміщенні — 14,88 м. Саладуха на 58 сантиметрів випередила росіянку Ірину Гуменюк, яка стала другою.
18 травня у Шанхаї на етапі Діамантової ліги з легкої атлетики здобула срібну медаль, поступившись лише Катерін Ібаргуен із Колумбії. 1 червня на етапі в Юджині показала високий результат 14,85 м, але знову поступилася колумбійці. 13 червня на етапі в Осло також стала другою (14,56 м). 22 червня відбувся командний чемпіонат Європи з легкої атлетики, де українка здобула перемогу (14,49 м). 6 липня, на останньому етапі Діамантової ліги перед чемпіонатом світу, який відбувся у Парижі, посіла третє місце (14,55 м).
13 серпня стартувала Чемпіонаті світу з легкої атлетики, що відбувався у Москві. Саладуха, стрибнувши 14,69 м, подолала кваліфікацію з першого місця. У фінал, який відбувся 15 серпня, Ольга у другій спробі стрибнула 14,65 м та перемістилася на третє місце. До кінця змагань обійти Катерін Ібаргуен (14,85 м) та Катерину Конєву (14,81 м) їй не вдалося, залишившись на третьому місці.
До кінця сезону Ольга виступила на етапах Діаманотової ліги у Стокгольм, де стала другою (14,07 м), та Брюссель, де посіла третє місце (14,31 м). Між цими двома змаганнями Саладуха перемогла на турнірі у Загребі (14,44 м).

### 2014
11 лютого перемогла на турнірі в Обонні (14,60 м), а 21 лютого стала чемпіонкою України в приміщенні (14,65 м).
7 березня, на чемпіонаті світу в приміщенні, що проходив у польському Сопоті, у першій спробі стрибнула 14,31 м та з другого місця пройшла у фінал. Там у четвертій спробі Ольга стрибнула 14,45 м. У підсумку вона стала другою, поступившись лише одним сантиметром росіянці Катерині Конєвій.
9 травня у Досі відбувся перший етап Діамантової ліги. Ольга показала результат 14,32 м, поступившись лише колумбійці Катерін Ібаргуен. На наступному етапі, який відбувся 5 червня у Римі, українка стала четвертою (14,24 м). Наступний старт Ольги відбувся 21 червня в Брауншвейзі. На командному чемпіонаті Європи, вона стала другою (14,33 м). 3 липня на етапі Діамантової ліги в Лозанні посіла четверте місце (14,33 м).
13 серпня Ольга стартувала на найважливіших змаганнях сезону, чемпіонаті Європи в Цюриху. У першій спробі українка стрибнула 14,42 м та з першого місця пройшла у фінал. Там Саладуха у другій спробі показала свій найкращий результат сезону — 14,73 м та перемістилася на перше місце. У наступних стрибках ніхто не зумів перевершити результат Ольги. У підсумку вона втретє поспіль стала чемпіонкою Європи.
5 вересня на останньому етапі Діамантової ліги, який відбувся у Брюсселі, Ольга посіла друге місце (14,53 м), поступившись світовому лідеру Катерін Ібаргуен. Останнім змаганням року для Саладухи був Континентальний кубок ІААФ в Марракеші. З результатом 14,26 м вона стала третьою.

## Державні нагороди
- Орден княгині Ольги I ст. (27 червня 2020) — за значний особистий внесок у державне будівництво, зміцнення національної безпеки, соціально-економічний, науково-технічний, культурно-освітній розвиток Української держави, вагомі трудові досягнення, багаторічну сумлінну працю[22]
- Орден княгині Ольги II ст. (24 серпня 2013) — за значний особистий внесок у державне будівництво, соціально-економічний, науково-технічний, культурно-освітній розвиток України, вагомі трудові здобутки та високий професіоналізм[23]
- Орден княгині Ольги III ст. (15 серпня 2012) — за досягнення високих спортивних результатів на XXX літніх Олімпійських іграх у Лондоні, виявлені самовідданість та волю до перемоги, піднесення міжнародного авторитету України[24][25]
- Медаль «За працю і звитягу» (6 вересня 2007) — за вагомий особистий внесок у розвиток та популяризацію фізичної культури і спорту в Україні, досягнення високих спортивних результатів на XXIV Всесвітній літній Універсіаді 2007 року у м. Бангкок (Таїланд), зміцнення міжнародного авторитету Української держави[26]
- Лауреат Премії Кабінету Міністрів України за особливі досягнення молоді у розбудові України (2015)[27].